# John Tranums Allé (idrætsanlæg)
John Tranums Allé er et fodboldstadion i Kastrup som er hjemsted for fodboldklubben Amager FF.